# Мортон (Вашингтон)
Мортон (енгл. Morton) град је у америчкој савезној држави Вашингтон. По попису становништва из 2010. у њему је живело 1.126 становника.

## Демографија
Према попису становништва из 2010. у граду је живело 1.126 становника, што је 81 (7,8%) становника више него 2000. године.
| Група             | 2000.       | 2010.         |
| Белци             | 989 (94,6%) | 1.049 (93,2%) |
| Афроамериканци    | 0 (0,0%)    | 6 (0,5%)      |
| Азијати           | 7 (0,7%)    | 7 (0,6%)      |
| Хиспаноамериканци | 12 (1,1%)   | 33 (2,9%)     |
| Укупно            | 1.045       | 1.126         |